# Municipio de Cuautla (Jalisco)
El municipio de Cuautla es un municipio del estado de Jalisco, México. Su cabecera es la localidad de Cuautla. Se localiza en la Región Sierra Occidental. Su nombre proviene del náhuatl y significa  "Lugar de Águilas", su extensión territorial es de 255.02 km². Según el II Conteo de Población y Vivienda, el municipio tiene 2,025 habitantes y se dedican principalmente al sector primario. Su población ha disminuido en las últimas dos décadas debido a la emigración, principalmente hacia los Estados Unidos.

## Toponimia
Cuautla proviene de la unión de los vocablos náhuatl "cuáhuitl" (águilas) y "tla" (abundancia); por lo tanto, su significado es: "Lugar de Aguilas".

## Historia
La región estuvo habitada por los cuyutecas, siendo el poblado capitanía del cacicazgo de Atenguillo. También habitaron el lugar los cocas y los caxcanes.
En 1525 llegó a conquistar estas tierras el capitán español Francisco Cortés de San Buenaventura cuando iba de paso a Tepic. Sus primeros encomenderos fueron Antonio R. de Aguayo y Martín de Rifarache. Sus primeros pobladores salieron huyendo del cólera que diezmó la población. Abandonaron el sitio denominado Tetitán a 3 km del actual poblado. Se refugiaron en una gran arboleda por donde pasaba el camino real a Talpa de Allende y Mascota. Allí levantaron sus casas y para subsistir, comenzaron a vender comida y hospedar a los romeros que iban a Talpa.
Desde 1825 hasta que se erigió como municipalidad perteneció al 6.º cantón de Autlán de Navarro; en 1825 también estuvo sujeto al ayuntamiento de Tepospisaloya. Ramón Corona hizo las gestiones necesarias para que le fuera concedido el rango de municipio ya que ahí se le salvó la vida cuando iba a ser fusilado. Dicha petición se hizo realidad el 29 de febrero de 1888 por decreto número 283.

## Geografía física

### Ubicación
El municipio de Cuautla se localiza en la región Sierra de Amula del estado de Jalisco. Sus municipios colindantes son Tomatlán, Ayutla, Atengo y Atenguillo. Tiene una extensión territorial de 411.77 kilómetros cuadrados.
El municipio colinda al norte con los municipios de Atenguillo y Atengo; al este con los municipios de Atengo y Ayutla; al sur con los municipios de Ayutla y Tomatlán; al oeste con los municipios de Tomatlán, Talpa de Allende y Atenguillo.

## Medio físico
El 40,9% del municipio tiene terrenos montañosos y la roca predominante es la extrusiva ácida (52,8%) se trata de rocas ígneas de origen volcánico. El suelo predominante es el regosol (65,3%), son de poco desarrollo, claros y pobres en materia orgánica pareciéndose bastante a la roca que les da origen. El bosque (66,2%) es el uso de suelo dominante en el municipio.

### Hidrografía
Los tipos de recursos hídricos del municipio están constituidos por aguas subterráneas, ríos y lagos. El territorio está ubicado dentro de 3 acuíferos de los cuales el 0% no tienen disponibilidad y el 100,0% se encuentran con disponibilidad de agua subterránea.
El territorio municipal está dentro de las cuencas Atenguillo, Corcovado, Río San Nicolás A y Tacotán, de las que el 100,0% tienen disponibilidad y el 0% presentan déficit de disponibilidad de agua superficial.
Sus recursos Hidrológicos son: río Santa Bárbara y río de Las Cebollas; los arroyos: San Bartolo, Membrillo y los Bueyes; así como los manantiales: El Puente, El Cotorro y Los Espinos

### Clima, temperatura y precipitación
El clima es semiseco, con invierno y primavera secos, y semicalido, sin cambio térmico invernal bien definido. La temperatura media anual es de 21,5 °C, con máxima de 27,2 °C y mínima de 13,4 °C. El régimen de lluvias se registra en junio, julio y agosto, contando con una precipitación media de los 900 milímetros.

### Flora y fauna
Su vegetación está compuesta principalmente de pino, roble, encino y pastizales naturales e inducidos. 
La fauna lacomponee por el:
- conejo[8]
  - Sylvilagus sp.[9]
- liebre[8]
  - Lepus callotis[9]
- coyote[8]
  - Canis latrans[9]
- armadillo[8]
  - Dasypus novemcinctus[9]
- venado[8]
  - Odocoileus virginianus[8]
- ardilla[8][10]
  - Sciurus aureogaster[8][10]
  - Otospermophilus variegatus[10]
- puma[8]
  - Puma concolor[9]
- lince[8]
  - Lynx rufus[9]
- murciélago[9][10]
  - Eumops underwoodii[9]
  - Promops centralis[9]
  - Artibeus jamaicensis[10]
- cacomixtle norteño[10]
  - Bassariscus astutus[10]
- mapache[10]
  - Procyon lotor[10]
- tlacuache[10]
  - Didelphis virginiana[10]
- comadreja[10]
  - Neogale frenata[10]
- águila[8]
  - aquila chrysaetos[8]
- Búho[8]
  - Bubo virginianus[8]

## Áreas naturales protegidas
Cuautla alberga 1 área natural protegida con una superficie de 17,332.04 hectáreas (ha) lo que representa el 42,1% de todo el territorio municipal. El ANP tipificada en el territorio municipal lleva por nombre Cuenca Alimentadora del Distrito Nacional de Riego 043, Nayarit.

## Sequía
A nivel municipal la sequía extrema es la que tiene una mayor distribución con un 40,6%, seguida de la excepcional, severa y moderada con el 19, 17 y 16 por ciento respectivamente.

## Economía y empleo

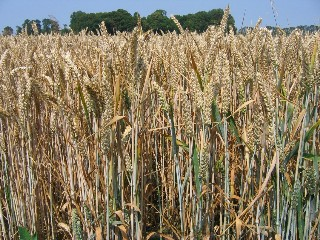
Se cultiva trigo en el municipio.

Conforme a la información del Directorio Estadístico Nacional de Unidades Económicas (DENUE) de INEGI, el municipio de Cuautla cuenta con 130 unidades económicas al mes de mayo de 2024 y su distribución por sectores revela un predominio de establecimientos dedicados a Servicios, siendo estos el 41,54% del total en el municipio.

### Empleo
Para junio de 2024 el IMSS reportó un total de 69 trabajadores asegurados, lo que representó para el municipio de Cuautla una disminución anual de 2 trabajadores en comparación con el mismo mes de 2023, debido a la baja del registro de empleo formal de algunos de sus grupos económicos principalmente el de Construcción de edificaciones y de obras de ingeniería civil. En función de los registros del IMSS el grupo económico que más empleos presentó dentro del municipio de Cuautla fue el de Agricultura, ya que en junio de 2024 registró un total de 50 trabajadores concentrando el 72,46% del total de asegurados en el municipio. El segundo grupo económico con más trabajadores asegurados fue el de Construcción de edificaciones y de obras de ingeniería civil, que para junio de 2024 registró 10 trabajadores asegurados que representan el 14,49% del total de trabajadores asegurados a dicha fecha. El tercer grupo económico fue el de Servicios financieros y de seguros (bancos, financieras, compañías de seguros, etc.) con 7,2% de trabajadores asegurados.

## Infraestructura
El municipio cuenta con 16 servicios públicos, de los cuales destacan 15 escuelas, seguido de 8 instalaciones deportivas o de recreación y templos con 6.

### Salud
De acuerdo con los registros de la secretaría de salud, en el municipio se encuentran 3 unidades de servicio de salud como lo son consultorios, hospitales generales y especializados, oficinas administrativas, farmacias, laboratorios, unidades de medicina familiar, de especialidades médicas y móviles. De las cuales 3 corresponden a la Secretaría de Salud (SSJ).

## Demografía y localidades
según el Censo de Población y Vivienda 2020, su población en ese año era de 2,166 personas, de las que el 48,8 por ciento eran hombres y el 51,2 por ciento mujeres. Comparando este volumen poblacional con el del año 2015 (2,120 habitantes), se observa que la población municipal aumentó un 2,17 por ciento en cinco años.

### Localidades
En 2020 Cuautla contaba con 26 localidades, de éstas, 2 eran de dos viviendas y 16 de una. La localidad de Cuautla era la más poblada, con 1,330 personas que representaban el 61,4% de la población del municipio; le seguía Chilacayote con el 14,5%, Tierras Blancas con el 9,8%, Tototlán del Oro con el 7,2% y San José del Trigo con el 2,3% del total municipal.
En el censo de 2020 el municipio de Cuautla contaba con 26 localidades.
| Código INEGI      | Localidad         | Población (2020) |
| ----------------- | ----------------- | ---------------- |
| 140280001         | Cuautla           | 1 330            |
| Otras localidades | Otras localidades | 836              |
| Total municipal   | Total municipal   | 2 166            |

### Religión
El 98,91% profesa la religión católica, también hay creyentes de los Testigos de Jehová, protestantes y creyentes de otras religiones. El 0,32% de los habitantes ostentaron no practicar religión alguna.

## Migración
El índice de intensidad migratoria se ubica en 56,70 el grado de intensidad migratoria muy alto.

## Pobreza por carencia social
Respecto a las carencias sociales en 2020, destaca que el indicador de carencia por acceso a la seguridad social es el acceso a la seguridad social, con un 84,8 por ciento, que en términos absolutos representa 1,845 habitantes. En contraste, el que menos proporción de población presentó fue el de calidad y espacios de la vivienda, con el 4,2 por ciento. Otros indicadores como rezago educativo, acceso a servicios de salud, acceso a la alimentación y acceso a servicios básicos de la vivienda representaron proporciones de 28, 13, 7 y 9 puntos.

## Índice de desarrollo municipal (IDM)
Cuautla obtiene un desarrollo institucional Muy Bajo con un IDM-I de 37,9.

## Promedio mensual de carpetas de investigación
Durante el periodo de junio de 2022 a mayo de 2023, se abrieron un total de 18 carpetas de investigación con un promedio mensual de 2 carpetas abiertas donde el delito más investigado fue el de daño a la propiedad. 

## Cultura

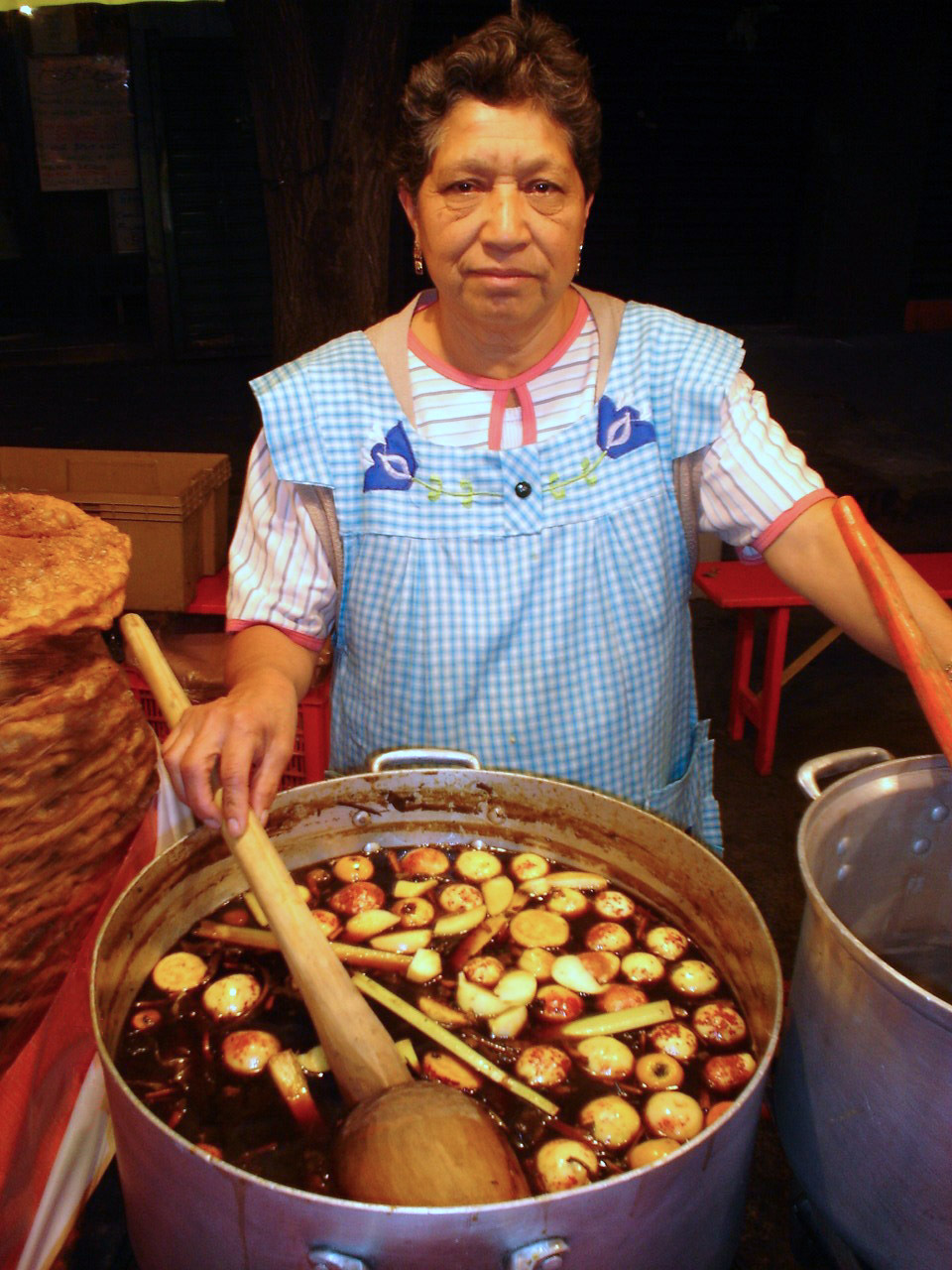
Ponche.

- Arqueología: el municipio cuenta con una zona arqueológica conocida como "Las Águilas", en la cual se encuentran 4 monolitos y algunos petroglifos. Al sur de este lugar se encuentra el "Centro de Magia", un sitio donde culturas prehispánicas realizaban rituales y ceremonias religiosas y mágicas.

- Artesanía: sillas de madera metates y molcajetes, deshilados, bordados, comales y manteles.

- Gastronomía: de sus alimentos destacan la birria, pozole y enchiladas. Además se elabora queso, requesón, crema, mantequilla y jocoque; de sus bebidas, el ponche.

### Sitios de interés
| - Capilla de Talpita. - Zona arqueológica "Las Águilas". - Templo de Santiago Apóstol. - Palacio municipal. | - Plaza. - Parroquia de San Juan Bautista. - Presa Codornices. - Río Verde. |

### Fiestas
- Fiesta a Santiago Apóstol: del 16 al 25 de julio.
- Fiestas patrias: el 15 y 16 de septiembre.
- Fiesta a la Virgen de Guadalupe: del 1 al 12 de diciembre.
- Fiestas Navideñas: del 16 al 24 de diciembre.

## Gobierno
Su forma de gobierno es democrática y depende del gobierno estatal y federal; se realizan elecciones cada 3 años, en donde se elige al presidente municipal y su gabinete. El presidente municipal es el ingeniero Juan Manuel Torres Arreola, militante del Partido HAGAMOS, el cual fue elegido durante las elecciones democráticas celebradas el 5 de junio de 2021.
El municipio cuenta con 28 localidades, siendo las más importantes: Cuautla (cabecera municipal), Tototlán del Oro, Cilacayote, Tierras Blancas, Cañada Grande y Suelos Duros.

## Ciudades hermanas
- Renton (Washington), Washington, Estados Unidos de América.[14][15][16]

•	Ayutla, fecha en que se firmó el 11 de mayo de 2014.
•	Redmond Oregón, Estados Unidos de América, fecha en que se firmó el 13 de septiembre de 2014.